# Staro Topolje
Staro Topolje is een plaats in de gemeente Donji Andrijevci in de Kroatische provincie Brod-Posavina. De plaats telt 825 inwoners (2001).